# Matin délicat
Matin délicat ou Matin délicat à Lierna Lac de Côme (en italien, Mattino delicato ou La scogliera di Grumo) est une peinture à l'huile sur toile ovale de 37,8 × 33 cm, réalisée par Vittore Grubicy de Dragon en 1872 et conservée au musée des Offices.

## Descriptif
Le tableau de Grubicy de Dragon, appartenant au courant artistique du divisionnisme, représente un grand rocher, surplombant le lac de Côme.
Le tableau fait partie du triptyque Tenue Terzetto (cat. Gen 390, 391, 392) et atteste par les écritures sur le cadre l'exécution, commencée en 1872, reprise et terminé en 1889.